# Керимов, Саид Сулейманович
Саид Сулейма́нович Кери́мов (род. 6 июля 1995 года, Российская Федерация) — российский предприниматель, сын Сулеймана Керимова.

## Биография
Родился в семье дагестанского бизнесмена и сенатора Сулеймана Керимова. Мать — Фируза Керимова занимается благотворительной деятельностью в Дагестане (БФ «Территория добра»). У Саида есть старшая сестра Гульнара (1990 года рождения) и младшая — Амина (2003 года).
В 2016 году окончил факультет Международного бизнеса и делового администрирования МГИМО по специальности «Международный бизнес и международное энергетическое сотрудничество».

## Бизнес
В 2014 году Саид Керимов стал владельцем сети кинотеатров «Синема Парк». Официальная сумма сделки не раскрывалась, по мнению экспертов этот актив был приобретен у миллиардера Владимира Потанина за 300—400 млн долларов. В апреле 2017 года он продал сеть кинотеатров «Синема Парк» бизнесмену Александру Мамуту.
Саид Керимов являлся владельцем компании Wandle Holdings (Кипр), через которую с 2015 по 2022 год контролировал крупнейшую золотодобывающую компанию России ПАО «Полюс». В мае 2022 года он передал 100% акций компании Wandle Holdings Limited Фонду поддержки исламских организаций. С апреля 2016 года по апрель 2022 года являлся членом Совета Директоров и Комитета по стратегии ПАО «Полюс». При Саиде Керимове компания провела ребрендинг — сменила логотип и сократила название (с Полюс золото на Полюс).
Кроме того, Саид контролирует компанию «Грандеко», которой принадлежат Международный аэропорт «Махачкала», «Национальная КиноСеть» («НКС»), элитный коттеджный поселок в Подмосковье «Заречье-Эстейт» и компания «Эйр синема».

## Личная жизнь
Как отмечают СМИ, Саид Керимов не появляется на светских мероприятиях.

## Санкции
8 апреля 2022 года, на фоне вторжения России на Украину, внесён в санкционный список всех стран Евросоюза как сын находящегося под санкциями Сулеймана Керимова. Евросоюз отмечает что «Сулейман Керимов передал значительную часть своих активов, включая акции крупнейшей в России золотодобывающей компании "Полюс Золото", своему сыну Саиду Керимову»
По аналогичным основаниям находится в санкционных списках США, Великобритании, Украины и Швейцарии.